# Klara Dan von Neumann
Klara Dan von Neumann, auch Klari Dán (* 18. August 1911 in Budapest, Österreich-Ungarn als Klára Dán; † 10. November 1963 in San Diego, Vereinigte Staaten), war eine ungarisch-amerikanische Informatikerin, die als eine der ersten Computerprogrammiererinnen gilt.

## Leben
Klára Dán wurde in eine wohlhabende jüdische Familie geboren. Ihr Vater hatte im Ersten Weltkrieg als Offizier in der österreichisch-ungarischen Armee gedient. Die Familie zog 1919 nach Wien, um der Ungarischen Räterepublik von Béla Kun zu entkommen. Nach dem Sturz des Regimes zog die Familie nach Budapest zurück. Ihre Familie war wohlhabend und veranstaltete oft Partys, auf denen Klára viele verschiedene Menschen aus verschiedenen Lebensbereichen traf. Im Alter von 14 Jahren wurde Klára eine nationale Meisterin im Eiskunstlauf.
Sie besuchte das Veres Pálné Gimnázium in Budapest und schloss es 1929 ab. Im Jahr 1931 heiratete sie Ferenc Engel und später im Jahr 1936 Andor Rapoch. Klara hatte John von Neumann zuvor schon auf einer seiner Rückreisen nach Budapest vor Ausbruch des Zweiten Weltkriegs getroffen. Als von Neumanns erste Ehe geschieden wurde, ließ sich Klára von Rapoch scheiden, heiratete im Jahr 1938 von Neumann und wanderte in die USA aus.
Im Jahr 1943 übernahm sie die Leitung der Statistical Computing Group an der Princeton University und wechselte 1946 zum Los Alamos National Laboratory, um die von John von Neumann und Julian Bigelow entworfene MANIAC-I-Maschine zu programmieren. Sie war auch an der Entwicklung neuer Steuerungen für ENIAC beteiligt und war eine der Hauptprogrammiererinnen von ENIAC. Nach dem Tod ihres Mannes schrieb Klára das Vorwort zu John von Neumanns posthum veröffentlichten Silliman-Vorlesungen, die später von der Yale University Press als The Computer and the Brain herausgegeben und veröffentlicht wurden.
Klára heiratete 1958 Carl Henry Eckart und zog nach La Jolla in Kalifornien. Sie starb 1963, als sie von ihrem Haus in La Jolla zum Strand fuhr und in die Brandung ging und ertrank. Das San Diego Coroner-Büro verzeichnete ihren Tod als Suizid.